# Håkon Olsen
Håkon Verner Olsen (ur. 22 marca 1927 w Notodden, zm. 15 września 1992 tamże) – norweski zapaśnik walczący w stylu klasycznym. Olimpijczyk z Helsinek 1952, gdzie odpadł w eliminacjach w wadze półśredniej do 73 kg.

## Letnie Igrzyska Olimpijskie 1952
| Konkurencja                     | Walki                   | Walki                   | Klas. końcowa |
| Konkurencja                     | Pierwsza runda          | Druga runda             | Miejsce       |
| ------------------------------- | ----------------------- | ----------------------- | ------------- |
| styl klasyczny, waga półśrednia | Miklós Szilvásy (HUN) P | Gösta Andersson (SWE) P | druga runda   |